# Ian Ashley

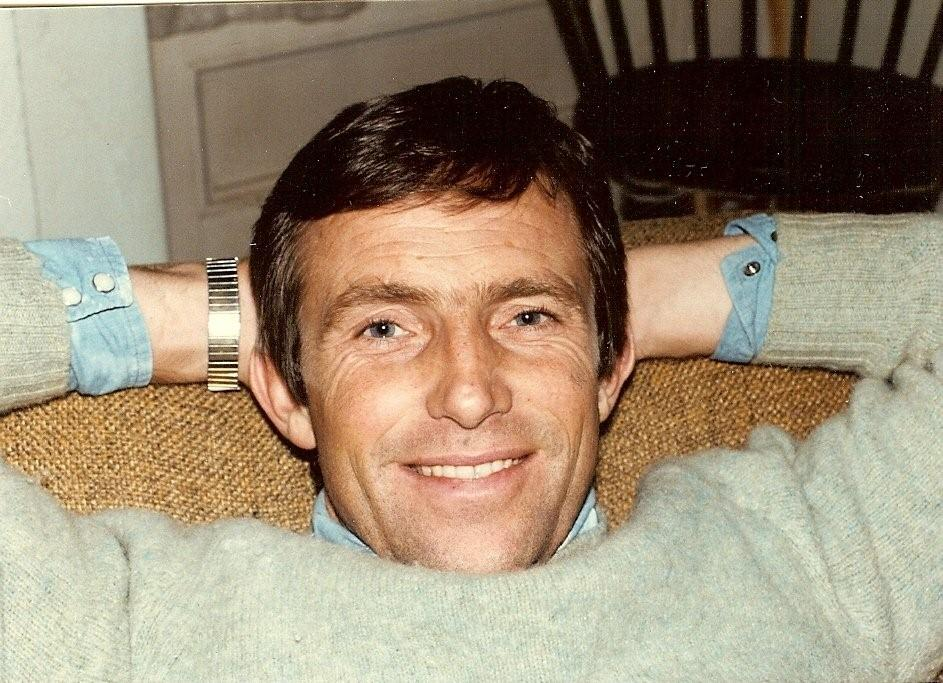
Ian Ashley

Ian Hugh Gordon Ashley (Wuppertal (Duitsland), 26 oktober 1947) is een voormalige Britse Formule 1-coureur. Hij schreef zich in voor elf races, waarvan hij er in vier startte. Hij reed voor de teams Token Racing, Williams, BRM en Hesketh.